# Gunther Schmidt (Mediziner)
Gunther Schmidt (* 19. Juli 1945 in Karlsruhe) ist Volkswirt, Arzt und Systemischer Familientherapeut. Er ist Begründer der hypnosystemischen Therapie, die er Anfang der 1980er-Jahre entwickelt hat. Sie kombiniert die Systemische Therapie mit der Hypnotherapie (nach Milton H. Erickson). Seitdem hat er eine Vielzahl von Interventionsmöglichkeiten für unterschiedliche Anwendungsbereiche entwickelt und nutzbar gemacht – über den rein therapeutischen Bereich hinaus beispielsweise im Rahmen der hypnosystemischen Beratung. Er ist Mitgründer, ärztlicher Direktor und geschäftsführender Gesellschafter der sysTelios Klinik in Siedelsbrunn.

## Leben
Nach dem Studium der Volkswirtschaftslehre an der Universität Heidelberg studierte Schmidt Medizin. Nach einer tiefenpsychologischen Ausbildung absolvierte er diverse familientherapeutische und systemische Ausbildungen, Ausbildungen in Hypnotherapie u. a. 1979 bei Milton H. Erickson in den USA, in Psychodrama, Weiterbildung in Transaktionsanalyse, Gestalttherapie und diversen Körpertherapien.
Schmidt zählt zur Heidelberger Schule, die mit der 1974 von Helm Stierlin, damaliger Direktor der Abteilung für Psychoanalytische Grundlagenforschung und Familientherapie der Universität Heidelberg, gegründeten Heidelberger Familientherapie wesentlich zur Entwicklung der systemischen Therapie in Deutschland beigetragen hat.
Schmidt ist Mitgründer des Heidelberger Weiterbildungsinstituts Internationale Gesellschaft für Systemische Therapie (IGST) (1984) und des Helm Stierlin Instituts (2002).
In der Milton Erickson Gesellschaft für Klinische Hypnose (MEG) war er mehrere Jahre Vorstandsmitglied. Er leitet das Milton-Erickson-Institut in Heidelberg.
Mehrere Jahre war er ärztlicher Leiter im Bereich Psychosomatik und Psychotherapie der Fachklinik für Psychosomatik (Hardberg-Klinik) bei Heidelberg (inzw. umgezogen) Akut-Klinik für Psychosomatische Medizin und Psychotherapie, ehem. AHG Allgemeine Hospitalgesellschaft, inzwischen im hessischen Breuberg-Sandbach im nördlichen Odenwald gelegen, deren Aufbau und Therapiekonzept er mitgestaltete.
Seit 2007 wirkt er als ärztlicher Direktor der Privatklinik für Psychosomatik und Psychotherapie des von ihm mitgegründeten sysTelios Gesundheitszentrums Siedelsbrunn. Daneben ist er als Coach und Berater in der Organisations- und Teamentwicklung, als Dozent und Autor, im Einzel-Coaching sowie in der Weiterbildung von Therapeuten tätig.
Im deutschsprachigen Raum trug er mit seinen Beiträgen zur lösungsorientierten Wende in der systemischen Paar- und Familientherapie bei.
Die Arbeit von Stephen Porges, Begründer der Polyvagal-Theorie, hat er in seine Tätigkeit als Therapeut und Ausbilder integriert.
Schmidt ist auch Gründungsmitglied des Deutschen Bundesverbandes Coaching e. V. (DBVC).
2014 mit dem Milton-Erickson-Preis der Milton-Erickson-Gesellschaft (MEG), 2017 mit dem WinWinno-Preis der Fördergemeinschaft Mediation DACH e. V., Deutschland, Austria, Schweiz (Dachgesellschaft der deutschsprachigen Mediationsverbände).

## Arbeits- und Forschungsschwerpunkte
Arbeitsschwerpunkte von Schmidt sind die Leitung des sysTelios Gesundheitszentrums in Siedelsbrunn und des Milton-Erickson-Instituts in Heidelberg. Daneben ist er als Coach und Berater in der Organisations- und Teamentwicklung, als Dozent und Autor, im Einzel-Coaching sowie in der Weiterbildung, auch zusammen mit Stephen Gilligan, tätig.

## Schriften (Auswahl)

### Publikationen in Buchform
- Liebesaffären zwischen Problem und Lösung. Hypnosystemisches Arbeiten in schwierigen Kontexten. Auer, Heidelberg 2004, ISBN 3-89670-430-3.
- mit Gunthard Weber, Fritz B. Simon: Aufstellungsarbeit revisited … nach Hellinger? Mit einem Metakommentar von Matthias Varga von Kibéd. Auer, Heidelberg 2005, ISBN 3-89670-486-9.
- Einführung in die hypnosystemische Therapie und Beratung. Auer, Heidelberg 2005, ISBN 3-89670-470-2.
- hrsg. mit Anna Dollinger, Björn Müller-Kalthoff: Gut beraten in der Krise. ManagerSeminare, Bonn 2010, ISBN 978-3-936075-98-4.
- mit Michael Bohne, Matthias Ohler, Bernhard Trenkle: Reden reicht nicht? Bifokal-multisensorische Interventionsstrategien für Therapie und Beratung. Auer, Heidelberg 2016, ISBN 978-3-8497-0098-0.
- mit Rudolf Klein: Alkoholabhängigkeit (Störungen systemisch behandeln). Auer. Heidelberg 2017, ISBN 978-3-8497-0208-3.

### Beiträge in Sammelwerken
- Familientherapie bei Patienten mit Essstörungen, insbesondere bei Anorexia Nervosa. In: Jutta Brakhoff (Hrsg.): Eßstörungen. Ambulante und stationäre Behandlung. Lambertus, Freiburg 1985, ISBN 978-3-7841-0289-4
- Gedanken zum Erickson'schen Ansatz aus einer systemischen Perspektive. In: Burkhard Peter (Hrsg.): Hypnose und Psychotherapie nach Milton Erickson. Pfeiffer, München 1985
- Beziehungsmuster und Glaubenssysteme bei Kindern von Suchtpatienten – eine systemische Betrachtung. In: Jutta Brakhoff (Hrsg.): Kinder von Suchtkranken. Situation, Prävention, Beratung und Therapie. Lambertus, Freiburg 1987, ISBN 3-7841-0382-0, S. 25–52.
- Rückfälle von als suchtkrank diagnostizierten Patienten aus systemischer Sicht. In: Joachim Körkel (Hrsg.): Der Rückfall des Suchtkranken: Flucht in die Sucht? Springer, Berlin/Heidelberg 1988, ISBN 978-3-642-77375-4, S. 173–213
- Bulimie aus systemischer Sicht. In: A. Kämmerer, B. Klingenspor (Hrsg.): Bulimie. Zum Verständnis einer geschlechtsspezifischen Eßstörung. Kohlhammer, Stuttgart 1989, ISBN 3-17-010624-4
- Beratungs- und Coachingpraxis. In: Michael Faschingbauer: Effectuation: Wie erfolgreiche Unternehmer denken, entscheiden und handeln. Schäffer-Poeschel, Stuttgart 2010, ISBN 978-3-7910-3679-3, S. 178–188
- Berater als „Realitätenkellner“ und Beratung als ko-evolutionäres Konstruktions-Ritual für zieldienliche Netzwerk-Aktivierungen – einige hypnosystemische Implikationen. In: Werner A. Leeb, Bernhard Trenkle, Martin F. Weckenmann: Der Realitätenkellner – Hypnosystemische Konzepte in Therapie, Beratung und Supervision. Auer, Heidelberg 2011, ISBN 978-3-89670-469-6
- Problem-Auslöser nutzbar machen für zieldienliche Kompetenzaktivierung. In: Christopher Rauen: Coaching Tolls III. ManagerSeminare, Bonn 2012, ISBN 978-3-941965-48-5
- Psychotherapie und Würde: Multiple Zwickmühlen in der therapeutischen Kooperation und ihre würdigende Nutzung und Lösung. In Astrid Lampe, Peter Abilgaard: Mit beiden Augen sehen: Leid und Ressourcen in der Psychotherapie. Klett-Cotta, Stuttgart 2013, ISBN 978-3-608-89138-6
- Hypnosystemische und hypnotherapeutische Techniken. In: Tom Levold, Michael Wirsching. (2014): Systemische Therapie und Beratung – das große Lehrbuch. Auer, Heidelberg 2014, ISBN 978-3-89670-577-8
- Das hypnosystemische Therapie- und Beratungsmodell. In Agnes Kaiser-Rekkas (Hrsg.): Hypnose und Hypnotherapie; Manual für Praxis, Fortbildung und Lehre. Auer, Heidelberg 2018, ISBN 978-3-8497-0231-1

### Zeitschriftenartikel
- Systemische Familientherapie als zirkuläre Hypnotherapie. In: Familiendynamik. Heft 3, 1985, S. 241–264
- Motivationsaufbau durch Utilisierung des Wertsystems mittels therapeutischer Double-binds. In: Hypnose und Kognition. Heft 3, 1986, S. 15–21.
- Die Klinik als lernende Organisation. In: systeme. 17, Februar 2003, S. 160–186.
- mit Johannes von Stritzky: Beziehungsbiographien im sozialen Wandel. Ein Vergleich dreier Generationen. In: Familiendynamik. 29, 2, 2005, S. 78–100.
- Die Klinik als ritueller Raum der Kompetenz-Fokussierung: Stationäre hypnosystemische Traumatherapie (Teil 1-3). In: Trauma – Zeitschrift für Psychotraumatologie und ihre Anwendungen. Hefte 1/2/4, 2014

### Audio-, Video-Medien und Downloads
- Grundkurs + Aufbaukurs Hypnosystemische Konzepte, Grundkurs im Rahmen des Metaforum SommerCamps, 22. Juli – 2. August 2019 in Abano, Italien. Auditorium Netzwerk, Müllheim 2019.
- Schmidt, Gunther / Gilligan / Sparrer / Varga von Kibéd: X-Change: Gemeinsam voneinander lernen, Seminar im Rahmen des 30. Metaforum SommerCamp / 12. Zukunftskongress in Italien, 28.–30. Juli 2017. 4 DVDs, Auditorium Netzwerk, Müllheim, 2017
- Systemische und hypnotherapeutische Konzepte für Organisationsberatung, Coaching und Persönlichkeitsentwicklung. 8 CDs. Auditorium Netzwerk, Müllheim 2004.